# ガス用ポリエチレン管

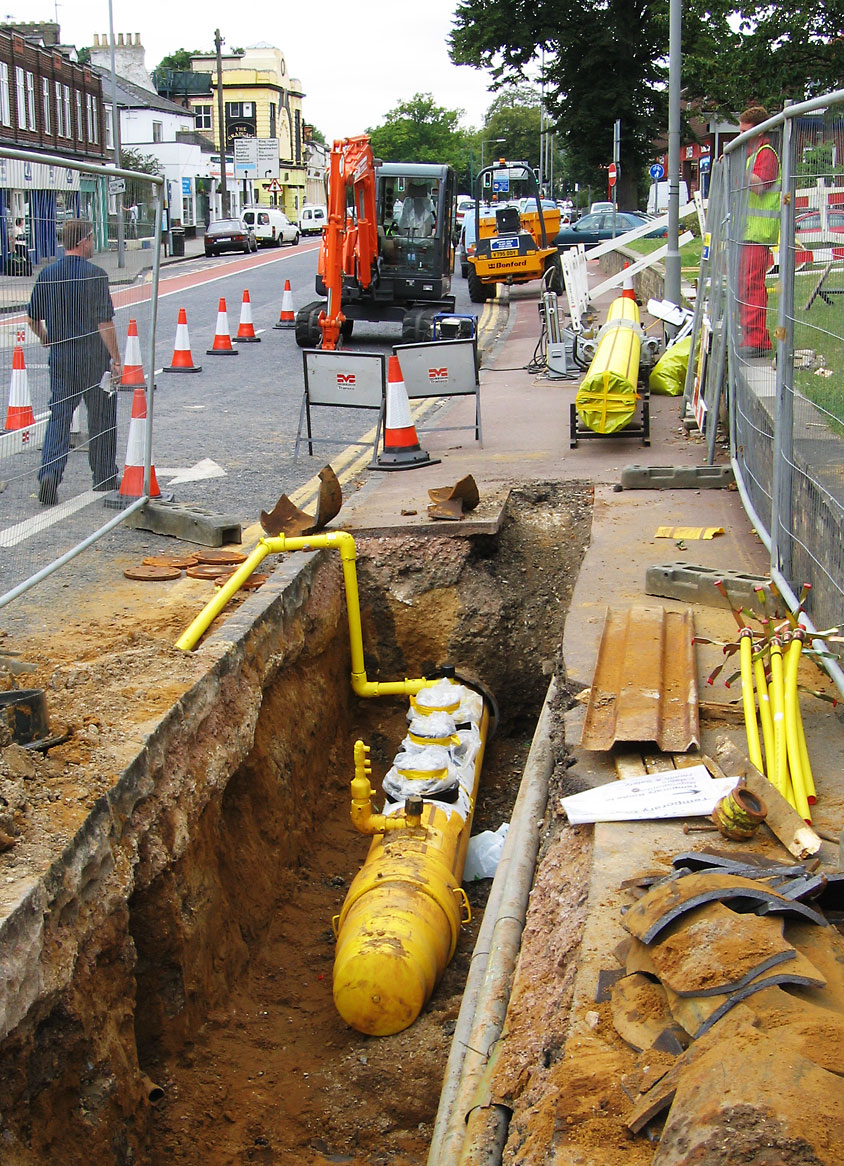
ガス用ポリエチレン管埋設工事

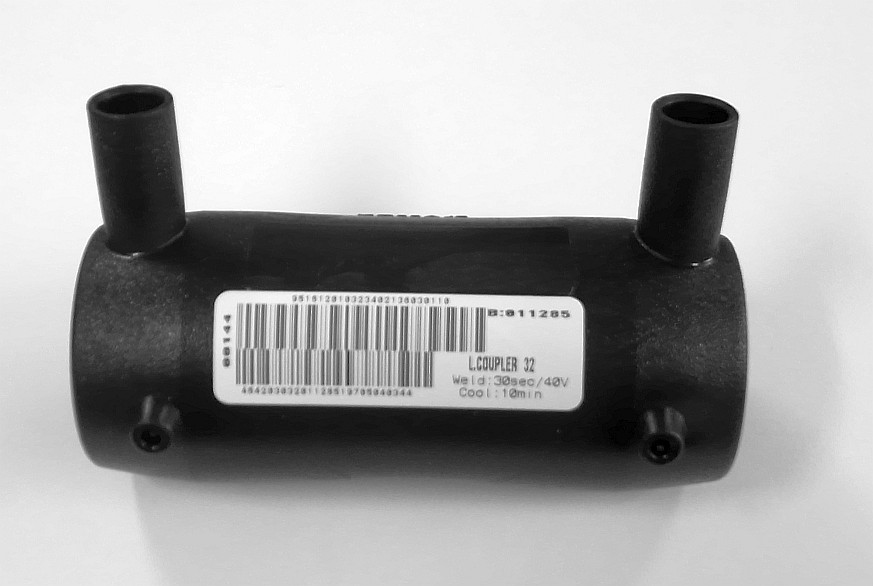
EF継手（エルボ）

ガス用ポリエチレン管（ガスようポリエチレンかん、英語: polyethylene gas pipe、PE管）は、軽量で可とう性を有し腐食しない材料として、1970年前後から欧米で本格的に採用された。日本では1979年3月にJIS規格が制定され、1982年11月にガス事業法の技術基準に低圧ガス導管の材料として新たに規定、ガス事業者にも正式に導入された。
現在、ガス協会では管路の耐震化を「ポリエチレン化率」として指標としており、耐震化の代名詞になっている。2012年のガスビジョン2030では、耐震化率（本管、供給管、内管）の耐震化率を90%まで引き上げることを目標に定められたが、本管の耐震化率は既に達成されたため、2021年、本管の耐震化率を95%とするよう目標設定が改められている。日本の都市ガスの耐震化はほぼ完了に向かっている。
不等沈下や地震に対して高い信頼性を有し、1995年の阪神・淡路大震災の時、低圧ガス管の被害は、主に小口径のねじ配管の接続部や建物への導入部に数多く見られたが、ポリエチレン管の場合、地震により地盤変位が生じた場所にも埋設されていたが、被害は見られなかった。この時を契機に使用量が急増した。
ガス管用としては、1960年代にアメリカで使われ始め、日本での採用は1970年代後半からである。1993年の釧路沖地震、1995年の阪神淡路大震災において「ガス用ポリエチレン管の被害が皆無であった」ことより、高い評価を得て、以後採用が急増した。

ガス用ポリエチレン管は中密度ポリエチレンで、接合は一般的に融着接合である。中密度ポリエチレン（MDPE）は1960年代に開発され、1970年代にアメリカ・イギリス・フランスなどでガス管としての普及が進んだ。日本ではやや遅れて1980年代より普及が始まった。樹脂グレードはPE80であるが、一般的なPE80のポリエチレン樹脂に比べ柔軟性のある性質を持つものとなっている。。ガス用ポリエチレン管は、1998年に、それまでの緑色から世界標準の黄色に変更されている。

## 歴史
日本では、EF（エレクトロフュージョン）工法の導入時に大阪ガス（株）と東京ガス（株）の大手ガス会社2社が中心となってそれぞれが管・継手メーカー、工具メーカーとグループを組み、開発が進められた。開発当時には3タイプの融着システムが開発された。大阪ガスと管材メーカーの三井石油化学工業（株）（現在は三井化学産資株式会社）・三菱樹脂（株）（現在は積水化学工業に事業統合）・積水化学工業（株）、工具メーカーのレッキス工業（株）・（株）松阪鉄工所・大肯精密（株）によるMMS方式グループ。MMSは、管材メーカー社名のローマ字頭文字をとっている。ポリエチレン溶融条件を温度により決定するコントローラーシステムを主としている。
東京ガスと管材メーカーの日立金属によるシステムは、ポリエチレンを溶融部膨張圧力で制御するコントローラーシステムである。そしてクボタ・日本鋼管によるイノガス方式である。
ガス用ポリエチレン管は低圧導管として使用する場合、水道や下水道のような圧力管としての仕様とは環境が異なる。そのため耐用年数については100年などではなく、ガス会社の説明ではしばしば「半永久的」と表現されることもあるが、土圧による影響など未検証のファクターもあり公式な見解は無い。
ガス用ポリエチレン管は日本工業規格 JIS K 6774 に制定されており、管のSDR（外径/肉厚 比）は１号管がSDR11（φ25～75・一部100の発売品種）、1号U管がSDR13.6（φ100、150、200の発売品種）、2号管がSDR17（φ150、200の発売品種）となっており、公称外径315・SDR17 のみISOの外径寸法規格のものが発売されている。また、融着接続に使用するポリエチレン管についてはISO/FDIS 4427-2:2019 においてEF接続、BF接続に使用する場合の最低肉厚を3mm以上と推奨している。融着時に加熱されるためコールドゾーンが考慮されている。そのため、発売されているSDR11系列のφ25のガス用ポリエチレン管の肉厚は3.4mmと規定されている。3mmちょうどの寸法となっていない理由は融着時に切削をするため管肉厚が削られる（3mmを下回る）事などが理由として考えられるが文献として明確な理由が開示されていない。JIS K 6774には、SDR11の寸法表に「呼び径25以下の基本厚さは,SDRの規定にかかわらずこの表とする。」との記載がある。
阪神淡路大震災時に東京ガスグループが復旧支援に駆け付けたが、コントローラー方式の違いにより所持してきた機器が使用出来ない問題が顕著となった。中越沖地震においても同様に他方式の製品が納入されたが、現地では使えないまま製品が放置されたとして現地で批判を受けた。コントローラーが共用できるシステムとして、バーコード方式のEFコントローラーが開発されたが水道や下水分野と異なり、ガス用ポリエチレン管は今だ共用化はされていない。

## 接合方法
ガス用ポリエチレン管の接合方法は、基本的には融着となっている。
PE管の融着には、ヒートフュージョン (HF) 接合とエレクトロフュージョン (EF) 接合の2つの方法がある。使用するポリエチレン管・継手等は、ガス用ポリエチレン管等推奨表示制度実施要領に定められた推奨マーク（GPP）の付された管、継手並びに、HF管融着機及び、EFコントローラーを用いて行なう。
ヒートフュージョンHeat fusion (HF) 接合
一定温度（210℃ - 260℃）に加熱されたヒータを接合しようとする部分に密着させてPE管を加熱溶融した後、溶融した接合面どうしを加圧しながら圧着することにより、一体化させて融着する。当初の機器は作業者にかなりの熟練技能が要求されたが、現在の機器は全自動化されている。
突き合わせ（バット）融着接合は、加熱溶融した管と管を突き合わせて接合する。
差し込み（ソケット）融着接合は、加熱溶融した継手と管を差込み接合する。
サドル融着接合は、供給管又は分岐管の取り出し部用を接合する。
エレクトロフュージョンElectro Fusion (EF) 接合
継手製造時に加熱用電熱線（ワイヤー）を継手内面に埋め込み、簡易な工具で継手と管を固定した後、コントローラーからその電熱線に所定の電気エネルギーを供給して発熱させることにより、継手内面と管外面を同時に溶融して接合する。エレクトロフージョン継手の電熱線の端子にコネクターを接続後、コントローラーの通電をスタートさせる。コントローラーには、継手識別機能あるいは通電時間の自己制御機能が備えられているので、作業者は通電開始のボタンを押すだけで、融着が終了する
既設管連絡の場合及び、ポリエチレン管以外の管との接合の場合は、メカニカル継手又は、トランジション継手を使用する。
EF接合は、エレクトロフュージョン継手がメーカーごとに融着システムが異なりEFコントローラーに互換性がないことが問題であった。その解決方法として、バーコード制御方式という継手に添付したバーコードラベルに記載された融着条件(融着電圧・通電時間等)に従って作動するメーカー間の互換性と施工情報の追跡性（トレーサビリティ機能）を向上させたバーコード式エレクトロフュージョンシステムが開発された。ガス用ポリエチレン管の融着に使用する機器・材料はGPPマークを取得するものがほとんどである。（現在の下水、水道用のコントローラーともほぼ同等であるがガス用の制御は下水、水道用よりも細かい制御がされている場合もあり、全く同じとは言えない）

## 継手
ポリエチレン管継手は、ヒートフュージョン (HF) 継手、エレクトロフュージョン (EF) 継手およびスピゴット継手に大別される。

## 主な機器工具
- コントローラー・クランプ・スクレーパー・カッター
- バット融着器

## 水道配水用ポリエチレン管
ガス用ポリエチレン管のEF工法は、1997年頃より水道配水用ポリエチレン管の接合技術へと展開された。当初よりガスとは異なりPE100グレードの樹脂を使用し内圧管としての長期性能を向上させている。平成16年6月に厚生労働省より発表された「水道ビジョン」や日本水道協会が平成17年1月に制定した「水道事業ガイドライン」において、水道配水用ポリエチレン管は公式に耐震管材であると認定された(JWWA K 144・145)。平成18年4月に「水道用ポリエチレンパイプシステム研究会」と「配水用ポリエチレン管協会」と開発段階において分かれていた2グループが団体統合し、新団体名称を「配水用ポリエチレンパイプシステム協会(POLITEC)」（通称ポリテック）としている。材料は、高密度ポリエチレン樹脂、色は濃い青である。

## 下水道用ポリエチレン管
EF接合の下水道用ポリエチレン管はガスに続き1991年頃には下水道用ポリエチレン管・継手として誕生（水道よりも先）。材料は、高密度ポリエチレン樹脂。当初はPE80からPE100準拠のグレードを使用し、下水道用ポリエチレン管・継手協会規格（通称PA協）にて普及活動を行っていた。平成12年には日本下水道協会規格JSWAS K14に認定、樹脂グレードはPE100とした。耐震性、可とう性、耐食性、耐摩耗性に優れているため圧力式、圧送式、真空式及び急傾斜式等の下水道システム管路に適している。特に管の柔軟性と融着接合により管路を一体化することができ、高い耐震性を発揮、宮城県北部地震などで地震動、液状化エリアでの高い耐震性が検証された。平成17年時点での総延長施工距離は1,197Kmになるが直近は実績集計を行っていない模様。現在、ポリエチレン管としては比較的大口径まで規格化されている。PA協の協会会員は、（株）プライムポリマー・クボタシーアイ（株）・積水化学工業（株）・ダイプラ（株）である。

## 事件
という事件が起きている。